# Richie Furay
Richie Furay (Yellow Springs, 9 mei 1944) is een Amerikaans singer-songwriter. Hij zong in Buffalo Springfield, was de voorman van Poco en maakte deel uit van de supergroep Souther-Hillman-Furay Band. Vervolgens ging hij solo verder onder de naam The Richie Furay Band en nam hij de functie op zich van fulltime predikant.

## Biografie
Furay speelde tijdens zijn jeugd solo in folkmuziek-bars. Daarnaast speelde hij in bandjes, zoals de Monks en - samen met Stephen Stills - de Au Go Go Singers (ook bekend als Cafe au Go Go).

### Buffalo Springfield
Vervolgens richtten hij, Stills, Neil Young, Bruce Palmer en Dewey Martin een nieuwe formatie op met de naam Buffalo Springfield. In deze formatie stond hij bekend vanwege zijn heldere stemgeluid.
Ze brachten drie succesvolle albums uit, Buffalo Springfield (1967), Buffalo Springfield again (1967) en Last time around (1968). Daarnaast hadden ze een top 10-hit met For what it's worth (Stop, hey what's that sound) dat werd geschreven en gezongen door Stills. Na een kort bestaan en verschillende hits viel de band in 1968 uit elkaar.

### Poco en Souther-Hillman-Furay Band
Hierna werd hij de voorman van de band Poco, die hij oprichtte met onder meer Jim Messina (Parkers vervanger in Buffalo Springfield), steelgitarist Rusty Young en Paul Cotton (schrijver van de hit Heart of the night). De eerste albums waren Pickin' up the pieces, Poco en het livealbum Deliverin'. Er waren verschillende wisselingen en op een gegeven moment verliet ook Messina de band. Furay bleef en nam verdere albums op als From the inside, A good feelin' to know en Crazy eyes. De laatste twee albums worden wel tot het beste uit zijn loopbaan gerekend.
De band vervulde een belangrijke rol in de opkomst van de countryrock. Poco wist zich echter niet uit de middenmoot te ontworstelen, terwijl andere bands als de Eagles grote successen in dit genre behaalden. Gefrustreerd om het uitblijvende succes verliet ook hij vervolgens de band.
Op verzoek van platenbaas David Geffen formeerde hij in 1974 met J.D. Souther en Chris Hillman de Souther-Hillman-Furay Band. Ze werden naar voren geschoven als een countryrock-supergroep. Het succes bleef echter uit en na twee albums vervolgden de leden ieder hun eigen weg.

### Solo en priesterschap
Hierna bekeerde Furay zich tot het christendom en richtte hij de The Richie Furay Band op. Zijn debuutalbum was I've got a reason, een rustig autobiografisch album dat zijn reis door het leven beschrijft. Andere albums volgden, als Dance a little light, I still have dreams en Seasons of change.
Hij werd fulltime predikant in de Calvary Chapel in Broomfield, Colorado, en bleef daarnaast actief in de muziek. In 1990 maakte hij tijdelijk een comeback bij Poco met het album Legacy en de hitsingle Call it love. In 1997 nam hij solo zijn vijfde gospelalbum op, In my father's house, waarop ook Rusty Young meespeelt.
In 2005 ging zijn aandacht terug naar de countryrock en nam hij het album I am sure op met oudgedienden als Messina, Cotton en Hillman. Een jaar later bracht hij Heartbeat of love uit waaraan Stills en Neil Young meewerkten.
In 2009 verscheen zijn dubbel-cd Alive dat een registratie is van live-optredens tijdens zijn tournee in Colorado. In 2010 en 2011 speelde hij mee tijdens enkele reünieoptredens met Buffalo Springfield, onder meer tijdens het Neil Youngs Bridge School Benefit. 

### Privé
Furay is getrouwd met Nancy met wie hij vier dochters en twaalf kleinkinderen heeft. Ze ontmoetten elkaar in 1967 tijdens een concert met Buffalo Springfield in Los Angeles. In die tijd schreef hij over haar het lied Kind woman.
- Bibsys: 12052604
- Biblioteca Nacional de España: XX4848050
- Bibliothèque nationale de France: cb139342488 (data)
- Gemeinsame Normdatei: 1104403439
- International Standard Name Identifier: 0000 0000 4249 4927
- Library of Congress Control Number: n95003647
- MusicBrainz: b109cae4-cd02-4a69-9a45-809bb330f5e6
- Virtual International Authority File: 72145971347932331297